# Mesías Maiguashca
Mesías Maiguashca (Quito, 24 de diciembre de 1938) es un compositor ecuatoriano creador de música contemporánea (instrumental, electrónica e instrumental).

## Biografía
Nació el 24 de diciembre de 1938 en Quito, Ecuador. Comenzó sus estudios musicales en el Conservatorio Nacional de Música de Quito. En 1958 recibió una beca para estudiar en la Eastman School of Music en Rochester (N.Y. - E.U.A.), donde obtuvo los grados de Bachelor y Master en Música. Continuó sus estudios del 1963 al 1965 en Buenos Aires, en el Instituto Torcuato Di Tella, con Alberto Ginastera, Olivier Messiaen y Luigi Dallapiccola.
En 1966 viajó a Alemania, con una beca de la institución alemana DAAD. Estudió en la Escuela Superior de Música de Colonia y luego en los Cursos de Música Nueva de Darmstadt y Colonia. De 1968 a 1972 fue asistente técnico-musical en el Estudio de Música Electrónica de Colonia, en donde pudo aprender las premisas teóricas y prácticas de la música electrónica, además de trabajar como asistente del compositor alemán Karlheinz Stockhausen. En 1970 fue miembro de su equipo en la Exposición Mundial en Osaka, Japón. En 1972 fundó, con Peter Eötvös, Joachim Krist y la chelista Gaby Schumacher, el Grupo Oeldorf, dedicado al cultivo de la música experimental contemporánea. En 1977 se asentó como compositor libre con su familia, en Baden-Baden, Alemania.
Del 1978 al 87 fue profesor de Música Electrónica del CERM (Centre Européen pour la Recherche Musicale, Metz, Francia). A partir de 1980 ha realizado producciones en el IRCAM (París), en el ZKM (Zentrum für Kunst und Medientechnologie, Karlsruhe) y en el ACROE (Association pour la Création et la Recherche sur les Outils d´expression, Grenoble).
En 1990 fue nombrado Profesor de Música Electrónica de la Escuela Superior de Música de Friburgo, posición que mantuvo hasta su jubilación en 2004. Del 2014 al 2020 fue docente en las Jornadas de Creación Electroacústica en el Centro Superior Katarina Gurska de Madrid. En febrero del 2016 fue invitado por el Fonema Consort de Chicago y el Instituto Goethe, para conciertos y conferencias en esa ciudad. En 2018 viajó a la Universidad de Harvard, por invitación del GLAM (Group for Latin American Music) e HYDRA (Orquesta de Altavoces de la facultad de música) para presentar conferencias y conciertos.
En 2013, El Centro de Arte Contemporáneo de Quito le dedicó la exhibición antológica Mesías Maiguashca: los sonidos posibles.
Reside en Friburgo, Alemania.

## Obras y escritos

### Composiciones
El catálogo completo del compositor incluye un centenar de obras, entre las que se destacan:
- I can breathe para flauta, clarinete, chelo, acordeón y electrónica, 2020
- Canción de la Tierra, una composición audiovisual, 2017-19
- Poema XXI para guitarra eléctrica y electrónica, 2017
- Reading Becket para piano, violín, chelo y electrónica, 2016
- 8 ejercicios para oír lo inaudible para voz, flauta, acordeón, guitarra y un objeto sonoro, 2015
- Por el Yasuní para violín, chelo y electrónica, 2015
- 5 microgramas para guitarra y cajón, 2014
- Música de cámara, con paila obligato para un ensamble instrumental y paila, 2012
- Yakushimi, una instalación sonora, 2012
- Chulyadas-tarkyadas-sikuryadas para la OEIN (Orquesta Experimental de Instrumentos Nativos, Bolivia), 2011
- Iridiscente para orquesta, objetos sonoros y electroacústica, 2009
- El Negro Bembón para piano y objetos sonoros de madera, 2008
- Boletín y elegía de las mitas, cantata escénica sobre el texto homónimo de César Dávila Andrade, 2006
- Ton-Geographie III para órgano, 2005
- Ton-Geographie II para cuatro trombones, 2005
- Ton-Geographie I, una instalación sonora, 2005
- Los Enemigos (también llamada Die Feinde o La Celda) una mini-ópera basada en el cuento El Milagro Secreto de J.L. Borges, 2002
- Nemos Orgel, para órgano y cinta magnética, 1998
- Reading Castañeda ciclo para instrumentos, objetos sonoros y electrónica, 1983-93: The Tonal, The Nagual, Sacateca’s Dance, The Spirit Catcher, The wings of perception, El Oro.
- La Seconde Ajouteé para 2 pianos, 1986
- Fmelodies II para chelo, percusión y cinta magnética, 1984
- ...y ahora vamos por aquí... para 8 instrumentos y cinta magnética, 1977
- Ejercicios para chelo y sintetizador, 1973
- Ayayayay música concreta y electrónica, 1971
- Cuarteto de Cuerdas No. 1, 1964

### Escritos
- Maiguashca, Mesías. 1975. Information zu Übungen für Violine, Klarinette und Violoncello. Feedback Papers 9 (verano): 228–32.
- Maiguashca, Mesías. 1985. Zu FMELODIES". Neuland Jahrbuch 5:288–96.
- Maiguashca, Mesías. 1987. Espectro—armonía—melodía—timbre. En: Revista Opus No. 13, editada por Arturo Rodas, traducción por Ramiro Salvador Roldán, Banco Central del Ecuador, junio de 1987: 10-19.[1]
- Maiguashca, Mesías. 1991. Spectre—harmonie—mélodie—timbre. En Le timbre, métaphore pour la composition, editado por Jean-Baptiste Barrière, Catherine Delaruelle y Anne Grange, traducido por Esther Starkier y Alain Galliari, 402–11. París: Bourgois.
- Maiguashca, Mesias. 2010. Über Boletín y Elegía de las Mitas. En: Komposition und Musikwissenschaft im Dialog VII (2007-2012) signale 20, im verlag der apfel. ISBN 978-3-85450-420-7: 205-218.
- Maiguashca, Mesias. 2014. Musik und Ritual, Ritual und Musik. En: Zurück in die Gegenwart? Veröffentlichung des Instituts für Neue Musik und Musikerziehung Darmstadt, Band 55. Schott: 118-127.

## Discografía parcial
En la abundante discografía del compositor destacan las siguientes publicaciones:
- Computer Music Currents 5

Mesias Maiguashca, Fmelodies II y obras de
J. Harvey, G. Loy, Kaija Saariaho, D. Smalley
Disco compacto
Wergo Germany #4010228202526, 1990.
- Reading Castañeda

Mesías Maiguashca
The Spirit Catcher, The Tonal, Sacatecas Dance, The Wings of Perception II, El Oro, The Nagual.
Disco compacto
Wergo Germany #4010228205329, 1997.
- FEEDBACK STUDIO KÖLN CD 2

Mesías Maiguashca, Übungen para violín y sintetizador
y obras de D. Johnson, K. Barlow, S. Foretic, P. Eötvös y John McGuire.
Disco compacto
K.O. Studio Freiburg, 2000.
- ORGELMUSIK UNSERER ZEIT IV:

Z. Szathmáry spielt Werke von Mesías Maiguashca (Nemos Orgel)
und W. Michel, Z. Szathmáry, H. Otte, C. Lefebvre.
Disco compacto
Are Musikverlag Germany 4025034209232, 2004.
- SurPlus Contemporáneos

Colección Sumak, Música académica ecuatoriana del siglo XX
Mesías Maiguashca, La Noche Cíclica
Y obras de J. Campoverde, P. Freire, A. Rodas, L. Enríquez, E. Flores y M. Estévez.
Casa de la Cultura Núcleo del Azuay, Cuenca, 2008.
- Boletín y Elegía de las Mitas

Cantata Escénica
Texto: César Dávila Andrade / Música: Mesías Maiguashca
DVD stereo / surround 5.1
Centro Experimental Oído Salvaje, Quito, 2010.
- Mesías Maiguasca: los sonidos posibles

Catálogo de exhibición antológica
Incluye CD: Cello in my life / DVD: Obras en video
Centro de Arte Contemporáneo de Quito, Ecuador, 2014.
- Mesías Maiguashca

Música para cinta magnética (+) Instrumentos 1947-1989
Ayayayayay, Intensidad y Altura, El mundo en que vivimos, The wings of perception I, Nemos Orgel
Álbum doble en vinilo
Buh Records BR138LP, Lima, 2021.